# Polyrhachis aenescens
Polyrhachis aenescens é uma espécie de formiga do gênero Polyrhachis, pertencente à subfamília Formicinae.